# Hoffman (Illinois)
Hoffman es una villa ubicada en el condado de Clinton en el estado estadounidense de Illinois. En el Censo de 2010 tenía una población de 508 habitantes y una densidad poblacional de 386,86 personas por km².

## Geografía
Hoffman se encuentra ubicada en las coordenadas 38°32′26″N 89°15′52″O / 38.54056, -89.26444. Según la Oficina del Censo de los Estados Unidos, Hoffman tiene una superficie total de 1.31 km², de la cual 1.31 km² corresponden a tierra firme y (0%) 0 km² es agua.

## Demografía
Según el censo de 2010, había 508 personas residiendo en Hoffman. La densidad de población era de 386,86 hab./km². De los 508 habitantes, Hoffman estaba compuesto por el 97.24% blancos, el 0.79% eran afroamericanos, el 0% eran amerindios, el 0% eran asiáticos, el 0.2% eran isleños del Pacífico, el 0.2% eran de otras razas y el 1.57% pertenecían a dos o más razas. Del total de la población el 2.17% eran hispanos o latinos de cualquier raza.